# جائزة أوروبا الكبرى 2002
جائزة أوروبا الكبرى 2002 هو سباق فورمولا 1
أقيم بتاريخ 23 يونيو 2002 في حلبة نوربورغرينغ، ألمانيا، وأحد سباقات بطولة العالم لسباقات الفورمولا واحد موسم 2002، وكان أول المنطلقين خوان بابلو مونتويا.
فاز بالمركز الأول  روبنز باركيلو، وكان صاحب أسرع لفة مايكل شوماخر.